# 竹岡正夫
竹岡 正夫（たけおか まさお、1919年9月20日 - 1985年12月10日）は、日本の国文学者・国語学者。香川大学名誉教授。

## 経歴
京都府亀岡市出身。京都府師範学校、東京高等師範学校卒、1945年9月東京文理科大学国文科卒。1967年「富士谷成章の学説についての研究」で東京教育大学文学博士。京都府第三中学校教諭、京都府立亀岡高等学校教諭、香川大学学芸学部助教授、1969年教育学部教授、1982年定年退官、名誉教授、大谷女子大学教授。子に竹岡俊樹。

## 著書
- 『富士谷成章の学説についての研究』風間書房 1971
- 『かざし抄新注』風間書房 1973
- 『古今和歌集全評釈 古注七種集成』右文書院 1976
- 『国語科・中心領域と教材解釈法』明治図書出版 国語科教育全書 1977
- 『古典おもしろ読本』あすなろ社 1984
- 『伊勢物語全評釈 古注釈十一種集成』右文書院 1987

編著
- 『国語学史論叢』編 笠間書院 1982

### 校注など
- 富士谷成章『あゆひ抄新注』中田祝夫共注 風間書房 1960
- 『富士谷成章全集』全2巻　論注 風間書房 1961-62
- 富士谷成元『俳諧天爾波抄』編 勉誠社文庫 1982
- 富士谷成章『白菊奇談・非なるべし』編 勉誠社文庫 1983
- 香川景樹講義 中川自休,熊谷直好聞書『古今和歌集正義講稿 賀・離別・物名・恋第一』編 勉誠社 1984

## 論文
- Cinii